# Joseph Sweetman Ames
Pour les articles homonymes, voir Ames (homonymie).
Joseph Sweetman Ames (3 juillet 1864 – 24 juin 1943) est un physicien américain président de la Johns Hopkins University et directeur du comité exécutif du National Advisory Committee for Aeronautics (NACA) à sa création.

## Biographie
Joseph Sweetman Ames entre à la Johns Hopkins University en 1883 et il est diplômé en 1886. Après un séjour au Helmholtz-Zentrum Berlin für Materialien und Energie il revient à la Johns Hopkins University où il obtient un PhD en spectroscopie sous la direction de Henry Augustus Rowland en 1890. Il devient successivement professeur associé en 1893 et professeur en 1898. À la mort de Rowland en 1901 il prend la direction du laboratoire de physique,.
Il devient membre du Council on Foreign Relations et membre fondateur puis directeur du comité exécutif du National Advisory Committee for Aeronautics (NACA) à sa création en 1915.
Sa carrière universitaire se fait entièrement à l'université Hopkins dont il est doyen en 1924, prévôt (administrateur) en 1926 et président en 1929, au moment où l'université va traverser de grandes difficultés financières du fait de la Grande Dépression. Il prend sa retraite en 1935 mais continue à œuvrer dans le cadre du Council on Foreign Relations, en particulier en rédigeant divers rapports sur l'industrie aéronautique et l'aide à l'Europe en guerre.
Son nom est donné au Ames Research Center de la NASA.

## Distinctions
- Compagnon de l'Académie américaine des arts et des sciences en 1911.
- Médaille d'or Langley de la Smithsonian Institution en 1935.
- Membre honoraire de l'American Institute of Aeronautics and Astronautics en 1935.

## Ouvrages
- (en) J. S. Ames et W. J. A. Bliss, Manual of Experiments in Physics, American Book Company, 1896
- (en) J. S. Ames, Theory of Physics, New York, Harper and Brothers, 1897
- (en) J. S. Ames, Free Expansion of Gases, vol. 1, Harper's Scientific Memoirs, 1898
- (en) J. S. Ames, Prismatic and Diffraction Spectra., vol. 2, Harper's Scientific Memoirs, 1898
- (en) J. S. Ames et H. A. Rowland, The Elements of Physics, Ginn & Company, 1899
- (en) J. S. Ames, The Discovery of Induced Electric Currents (1)., vol. 11, Harper's Scientific Memoirs, 1900
- (en) J. S. Ames, The Discovery of Induced Electric Currents (2)., vol. 12, Harper's Scientific Memoirs, 1900
- (en) J. S. Ames, Textbook of General Physics, American Book Company, 1904
- (en) J. S. Ames, The Constitution of Matter, Houghton, Mifflin & Co., 1913
- (en) J. S. Ames et F. D. Murnaghan, Theoretical Mechanics, New York, 1929